# Spravedlivá transformace
Spravedlivá transformace je rámec původně vyvinutý odborovým hnutím, který zahrnuje řadu sociálních opatření potřebných k zajištění práv a živobytí pracovníků v době, kdy se ekonomiky přeorientovávají na udržitelnou výrobu, především v oblasti boje proti změně klimatu a ochrany biologické rozmanitosti. Rámec spravedlivé transformace byl schválen na mezinárodní úrovni různými vládami a mezinárodními organizacemi, včetně Mezinárodní organizace práce (ILO), Rámcové úmluvy OSN o změně klimatu (UNFCCC), v Pařížské dohodě a Katovické konference o klimatu (COP 24) a v rámci Evropské unie.

## Mechanismus
Pro odbory je pojem spravedlivý přechod popisem přechodu na nízkouhlíkové hospodářství odolné vůči klimatu, které maximalizuje přínosy opatření v oblasti klimatu a zároveň minimalizuje obtíže pro pracující a jejich komunity. Podle ILO se potřeby související se spravedlivým přechodem mohou v různých zemích lišit, obecně ale existují preferovaná opatření:
- Rozumné investice do odvětví a technologií s nízkými emisemi a intenzivním podílem práce. Tyto investice musí být prováděny na základě řádných konzultací se všemi, kterých se týkají, při respektování lidských a pracovních práv a zásad důstojné práce.
- Sociální dialog a demokratické konzultace se sociálními partnery (odbory a zaměstnavateli) a dalšími zúčastněnými stranami (komunitami).
- Výzkum a včasné posouzení sociálních dopadů a dopadů klimatických politik na zaměstnanost. Rekvalifikace a rozvoj dovedností, které jsou klíčové pro podporu zavádění nových technologií a podporu průmyslových změn.
- Sociální ochrana spolu s aktivními politikami trhu práce.
- Plány místní ekonomické diverzifikace, které podporují důstojnou práci a zajišťují stabilitu komunity během přechodu. Komunity by neměly být ponechány samy o sobě, aby zvládly dopady přechodu, protože to nepovede ke spravedlivému rozdělení nákladů a přínosů.

Klimatické cíle a globální dohody o změně klimatu stanovují standardy pro čistou ekonomiku. V tomto procesu se musí restrukturalizovat odvětví, jako je energetika, výroba, zemědělství a lesnictví, která zaměstnávají miliony pracovníků. Existuje obava, že období ekonomických strukturálních změn v minulosti nechala obyčejné pracovníky, jejich rodiny a komunity nést náklady přechodu na nové způsoby výroby bohatství, což vedlo k nezaměstnanosti, chudobě a vyloučení pracující třídy, na rozdíl od majitelů podniků, kteří si přechod mohou dovolit.
Spravedlivý přechod řeší tuto obavu podporou udržitelných opatření, která pomáhají pracujícím. Sjednocení sociální a klimatické spravedlnosti prostřednictvím spravedlivého přechodu znamená vyhovět požadavkům pracujících v rozvojových regionech závislých na uhlí, kteří nemají pracovní příležitosti mimo uhelný průmysl; spravedlnost pro pracovníky v rozvíjejících se ekonomikách, kteří požadují svůj podíl na „industrializační dividendě“; spravedlnost pro ty, kteří musí opustit své domovy, protože v důsledku změny klimatu stoupá hladina moří a pohlcuje pobřežní oblasti a ostrovy; spravedlnost pro obyvatele postižené znečištěním ovzduší a širšími dopady využívání uhlí na životní prostředí.

## Evropská unie
Evropská unie plánuje mechanismus spravedlivého přechodu jako součást evropské Zelené dohody pro Evropu. V letech 2021–2027 mají regiony Evropské unie, jejichž trh práce a hospodářská síla jsou obzvláště závislé na fosilních palivech, obdržet finanční podporu na zmírnění negativních sociálních a hospodářských důsledků přechodu na novou energetiku.